# Martin Daudel
Martin-Édouard Daudel est un général français, né à Suze-la-Rousse, le 13 novembre 1812 et mort à Nice le 2 janvier 1896.

## Biographie
Entré à l'École spéciale militaire de Saint-Cyr en 1830, il participe à la guerre de Crimée, où il est fait lieutenant-colonel du 33e régiment d’infanterie le 13 octobre 1855.
 
Le 30 juin 1859, il est nommé colonel du 15e régiment d'infanterie de ligne. Le 2 août 1869, il est promu général de brigade.
Lors du siège de Paris durant la guerre de 1870 il commande une brigade de l'armée de Paris. Le 17 septembre 1870 il est au combat de Montmesly et le 30 novembre, lors de la bataille de Champigny, il commande une brigade de la division Mattat avec laquelle il se distingue par la défense de Bry-sur-Marne.

Pendant le siège de la ville, il est récompensé pour son action par la plaque de grand officier de la Légion d'honneur décernée le 8 décembre 1870.
Durant les évènements de la Commune de Paris, il participe, le 2 avril 1871, à la bataille de Courbevoie en se mettant sous les ordres du général Vinoy. Sept jours après cette bataille, le 9 avril, le général Daudel demande sa mise en disponibilité et l'obtient.

Le 6 mai suivant, il est rappelé à l'activité et chargé du commandement du département des Alpes-Maritimes, qu'il conserve jusqu'au mois de juillet 1874, date à laquelle on l'envoie une seconde fois à Toulon.
Le 1er janvier 1879, le général Daudel est définitivement retraité, sur sa demande, à cause de sa mauvaise santé.